# 星陨传说：流浪者的故事
《星陨传说：流浪者的故事》是一款Roguelike牌组构筑游戏，由美国的独立游戏工作室Slothwerks开发。Windows、MacOS版本于2019年11月在Steam上开始抢先体验阶段，2020年7月正式发售，iOS和Android版本于2020年8月发售。

## 游戏内容
《流浪者的故事》是一款Roguelike牌组构筑游戏。每局游戏开始时，玩家要先挑选一位英雄。六位英雄的初始能力不同，拥有各自的专属卡牌池（分为道具和技能两类）。游戏的目标是接连闯过九座地下城，其中前八座为随机三选一，最后一座则是固定的。每闯过一座地下城，玩家就可以从四种随机能力和三张随机卡牌中各选一个，还可以在商店中购买卡牌，或从自己的牌组中去掉不想要的卡牌，来更好地为下一场战斗做准备。一旦在战斗中生命值归零，就只能从头开始新的一局，无法回溯。

《星陨传说：流浪者的故事》的战斗画面

《流浪者的故事》的战斗系统独具特色。玩家的技能、道具，该座地下城中的全部怪物，以及祝福、诅咒，都混入同一个牌库，然后将牌库中任意9张牌置于一个3×3的九宫格中。玩家可以与九宫格中的任一敌人展开回合制战斗，取胜后获得金币；可以用金币购买九宫格中的任一技能或道具；也可以弃掉九宫格中的任一技能或道具，获得金币、恢复生命值。每当九宫格中少掉一张牌，卡牌就会按重力方向下落，牌库中的下一张牌则会落到最上排，以填满九宫格。许多卡牌都与九宫格相关，例如有的卡牌可以让怪物陷入“燃烧”状态，每次落到下一排时都会损失生命值；如果某一排只有一个怪物，即称为“落单”，会被一些卡牌针对。场上的另一个空间是玩家的物品栏，最多只能同时放置四张卡牌。玩家的目标是灵活运用技能、道具，合理分配生命值、金币等资源，以消灭该座地下城中的所有怪物。战斗结束时，九宫格、牌库、物品栏中没有用完的卡牌会折算为宝石，用来在商店中购买卡牌。
在普通模式中，玩家赢得一局游戏后，可以解锁下一级别，在更高难度下游玩。除普通模式外，游戏还提供了变异模式（自定义特殊规则）、探索模式（较低难度）和每日挑战模式（在当日限定规则下游玩，与其他玩家比较最终得分）。

游戏中可选的英雄有（自左往右、自上往下）：布鲁诺（战士）、灰胡子（法师）、捣蛋鬼（盗贼)、穆道夫（亡灵法师）、蔷薇（牧师）、瓦尔法（游侠)。背景的绿色人物即为游戏的主持人、说书人克鲁米特

### 故事设定
《流浪者的故事》的英文原名可直译为“克鲁米特的故事”。游戏带有叙事色彩，玩家并非直接扮演角色，而是扮演一位玩家，在说书人克鲁米特的主持下，玩一场角色扮演游戏。

## 制作和发行
Slothwerks是一家美国的独立游戏工作室，由设计师兼程序员Eric Farraro主导。2018年，他在iOS和Android上发布了游戏《星陨传说：旅程》，随后着手设计“星陨传说”世界观下的第二款游戏。游戏机制受到了游戏《Card Crawl Adventure》和《Sage Solitair》的影响，随后发展出独特的九宫格玩法。2019年11月，游戏以抢先体验形式在Steam平台发售Windows、MacOS版本。2020年上半年，受COVID-19美国疫情影响，Eric Farraro所在的公司倒闭，于是他从业余变为全职开发《流浪者的故事》。在抢先体验期间，游戏从两位英雄增加至五位，并添加了大量新卡牌、新敌人。2020年7月，游戏结束抢先体验，正式发售。8月，iOS和Android版本发售。10月，第六个英雄以DLC形式上线。
除英语外，游戏还支持7种语言。俄语、日语、西班牙语、波兰语、韩语、捷克语的文字由游戏翻译社区网站localizor.com上的志愿者完成。独立游戏发行商indienova负责简体中文版的文字和配音，以及在中国大陆的发行（2020年12月Android版在中国大陆免费公测，未正式开售）。

## 反响
《流浪者的故事》在抢先体验阶段就获得了RPS、《PC Gamer》等游戏媒体的好评，正式版发售后依然维持良好评价。截至2023年4月，游戏在Steam上的好评率达到92%。
根据Slothwerks的自述，《流浪者的故事》在2020年内售出30901份，以来自美国的玩家最多，中国大陆其次；以渠道论，Steam、iOS、Android各占总销售额的约三分之一。